# Schloss Hohhaus

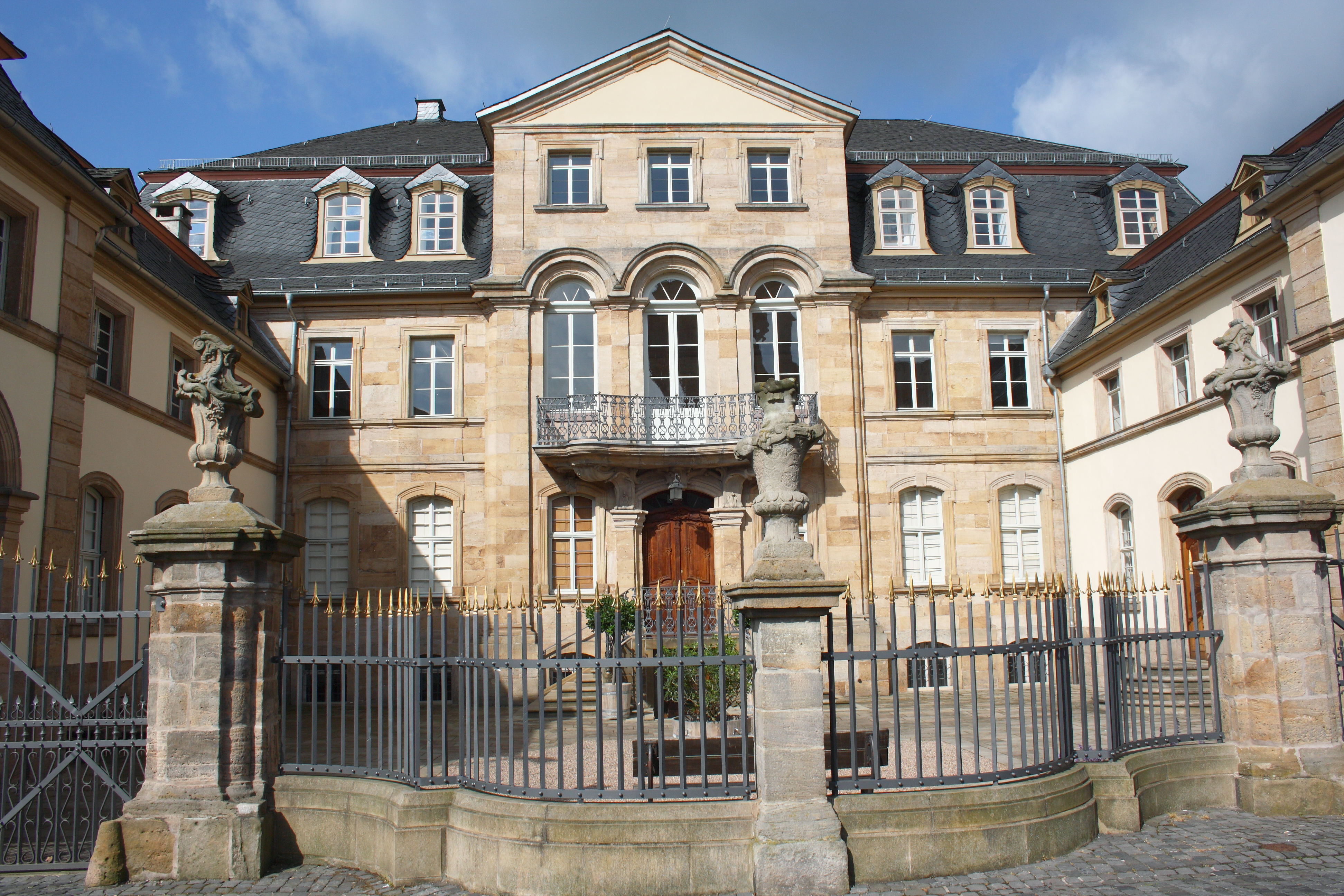
Das Stadtpalais von der Eingangsseite her

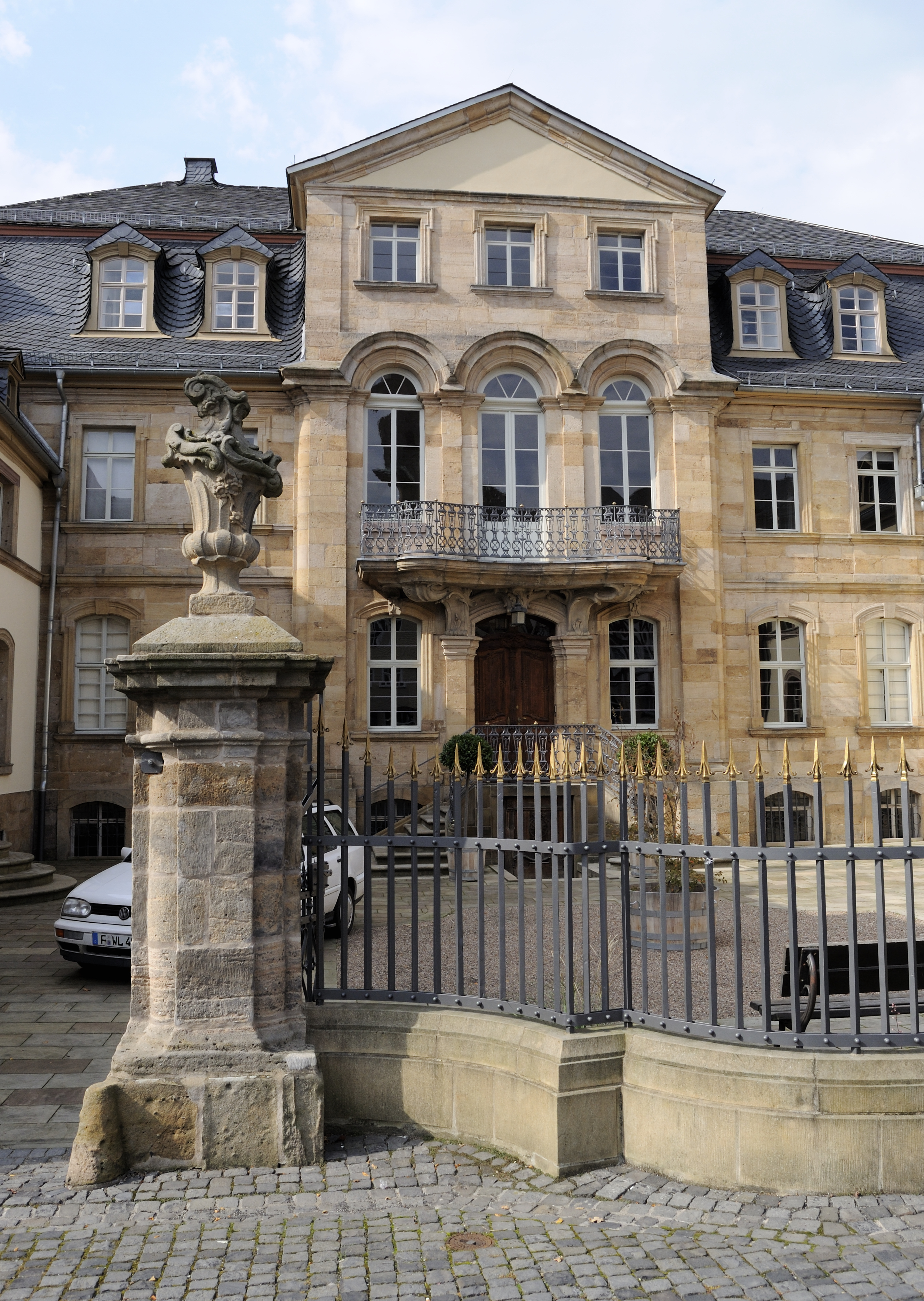
Palais Hohhaus

Das Schloss Hohhaus ist ein Stadtpalais und heute der Sitz des Hohhaus-Museums in Lauterbach (Eisenbacher Tor 1–3) im Vogelsbergkreis in Hessen.

## Geschichte
Bereits im Mittelalter befand sich in der Neustadt ein freiadliger (abgabefreier) Hof, der vermutlich ab 1462 im Besitz der Riedesel war und möglicherweise 1525 neu erbaut wurde. Gegen 1700 wurde aus dem meist verpachtetem „Hofhaus“ dann „Hohhaus“.
Nachdem 1767 das Haus an den General in österreichischen Diensten Georg Friedrich Riedesel gelangte, ließ der 1770–1778 durch Georg Veit Koch aus Rodach, Baumeister des Neubaus der Stadtkirche in Lauterbach, das Palais nach Abbruch einer Anzahl von Bürgerhäusern im barocken im Stil des Pariser Stadtpalais errichten. Ab 1931 wurden erst einige Räume das Palais für das 1910 gegründete „Hohhaus-Museum“ genutzt bis 1945 der Landkreis Lauterbach das Schloss von den Freiherren Riedesel erworben hatte und 1980 die Stadt Lauterbach. Heute steht dem Museum das ganze Haus zur Verfügung.

## Baugeschichte
1770 entstanden die nicht mehr erhaltenen Wirtschaftsgebäude im südlichen Bereich des heutigen Gartens, die anfangs als Remise und Stall gedacht waren. Es folgten 1771 das Pächterhaus, 1772 der zweite Flügel, 1773 der Haupttrakt, Corps de Logis, und 1777–1778 der Innenausbau.

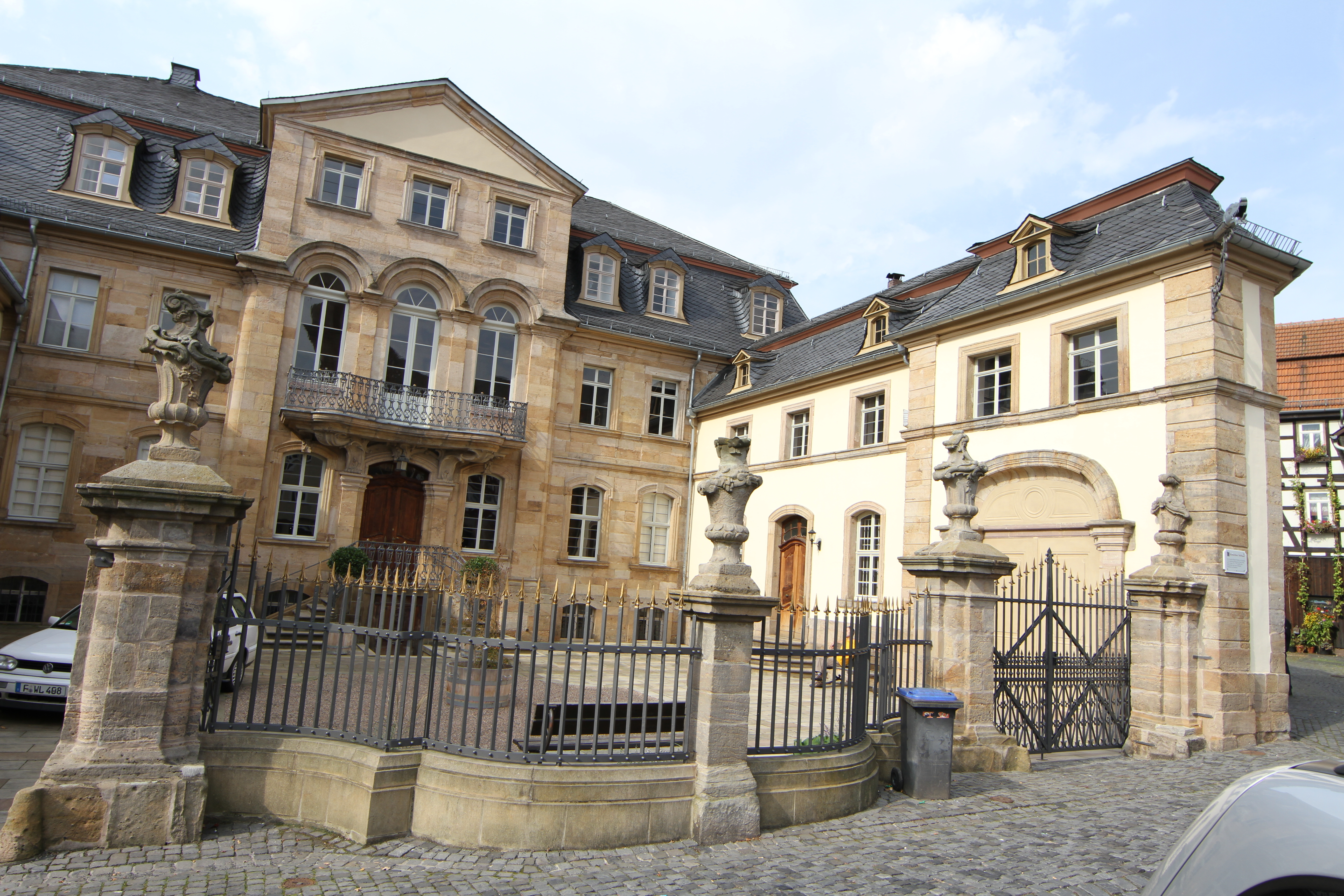
Innenhof
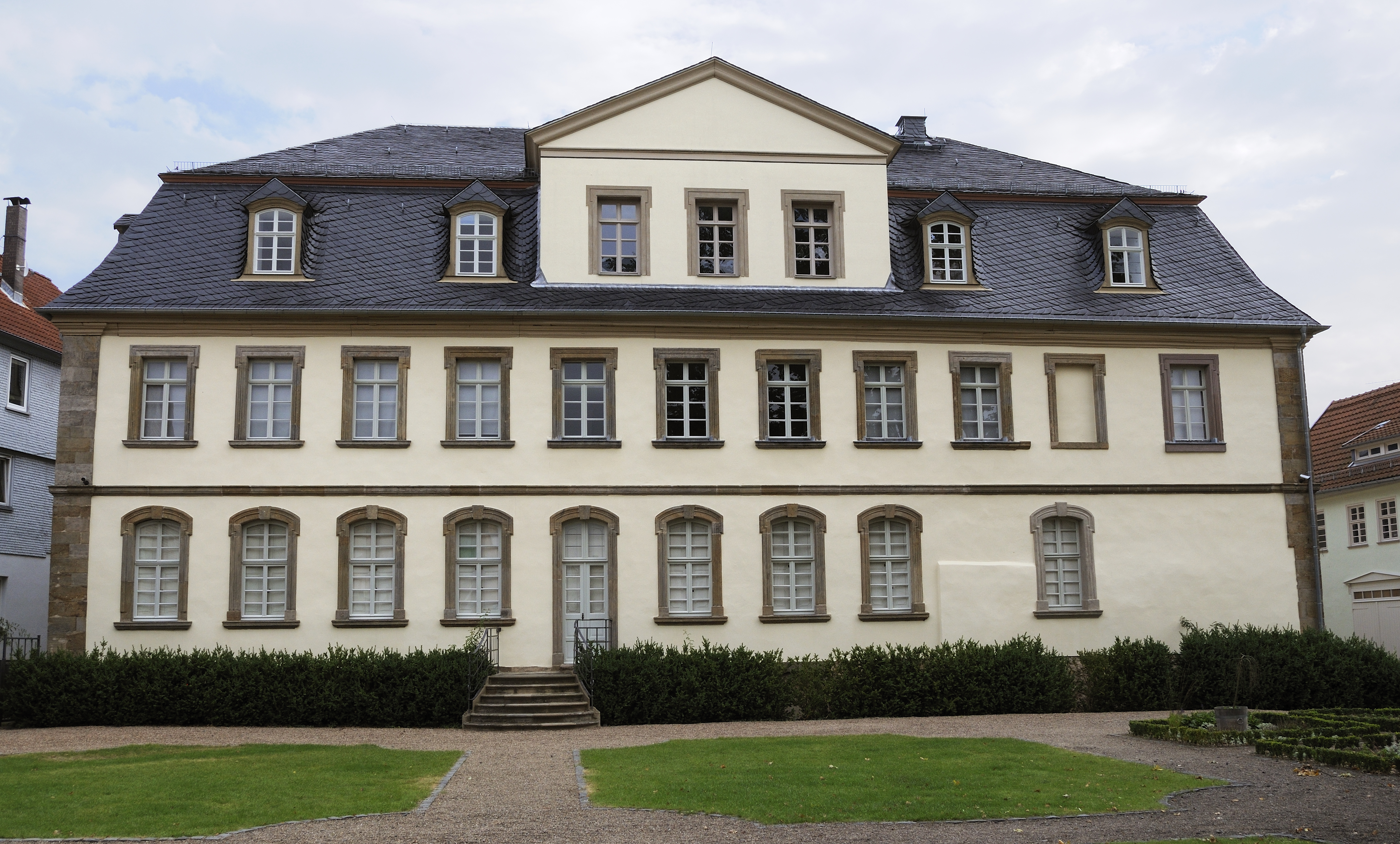
Rückseite
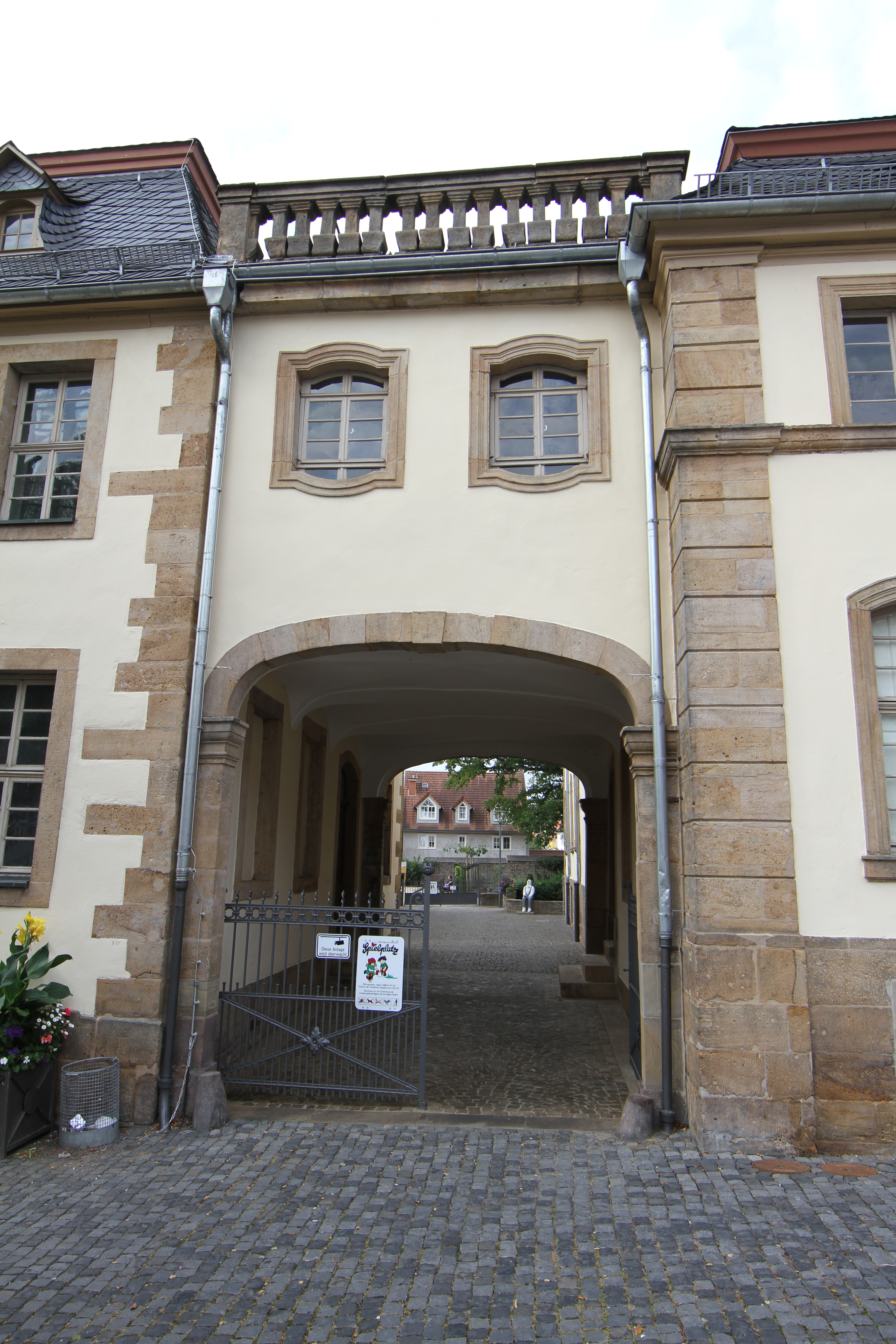
Einfahrt

## Baubeschreibung
Die aus gelbem Sandstein erbaute und bis auf die Fassadengliederungen und die Front des Corps de Logis verputzte dreiflügelige spätbarocke Anlage erinnert an die Gestalt der Pariser Hôtels. Das mehrachsige Corps de Logis, dessen Gebäudeecken mit einer Art Pilaster, verkröpft mit Geschoss- und Kranzgesims, gestaltet sind, trägt ein hohes, ausgebautes Mansarddach. Die Fenster des gesamten Baues sind im Erdgeschoss segmentbogig, im Obergeschoss gerade abschließend und die des Haupttrakts mit geohrten Rahmungen.
Hofseitig werden die drei mittleren Achsen als leicht hervortretender dreigeschossiger Risalit mit Dreiecksgiebel betont. Die doppelläufige Treppe des zweiflügeligen Rokoko-Portals fasst den Kellereingang mit klassizistischer Tür ein.
Die Kapitelle des von Pilastern gerahmten Portals tragen den vor den drei Fenstern des Obergeschosses vorschwingenden Balkon. Die Treppen- und Balkongeländer verfügen über Eisengitter ähnlich gestaltet den Chorschranken in der Stadtkirche. Das etwas nach links versetzt Gartenportal verweist auf ein nicht mehr erhaltenen Gartenparterre. Rückwärtig wird der gesamten Komplex von hohen Mauer abgeschlossen.
Die Schlossanlage verfügt über drei Einfahrten mit hölzernen Dreiecksgiebeln auf geschnitzten Konsolen. Auf der rechten Seite befindet sich eine zweiflügelige spätbarocke Tür, die aus dem Haus Marktplatz 13 stammt.
Die Innengestaltung entspricht nicht ganz dem üblichen barocken Schema, da sich der Saal im Obergeschoss statt auf der Gartenseite auf der Hofseite befindet, was zu einer bemerkenswerten Treppenlösung mit kunstvoll geschnitzten Geländern und einem sehr schönen Treppenraum im Obergeschoss führte, ausgeführt von dem Schreinermeister Kilian Eschenbach aus Königshofen.

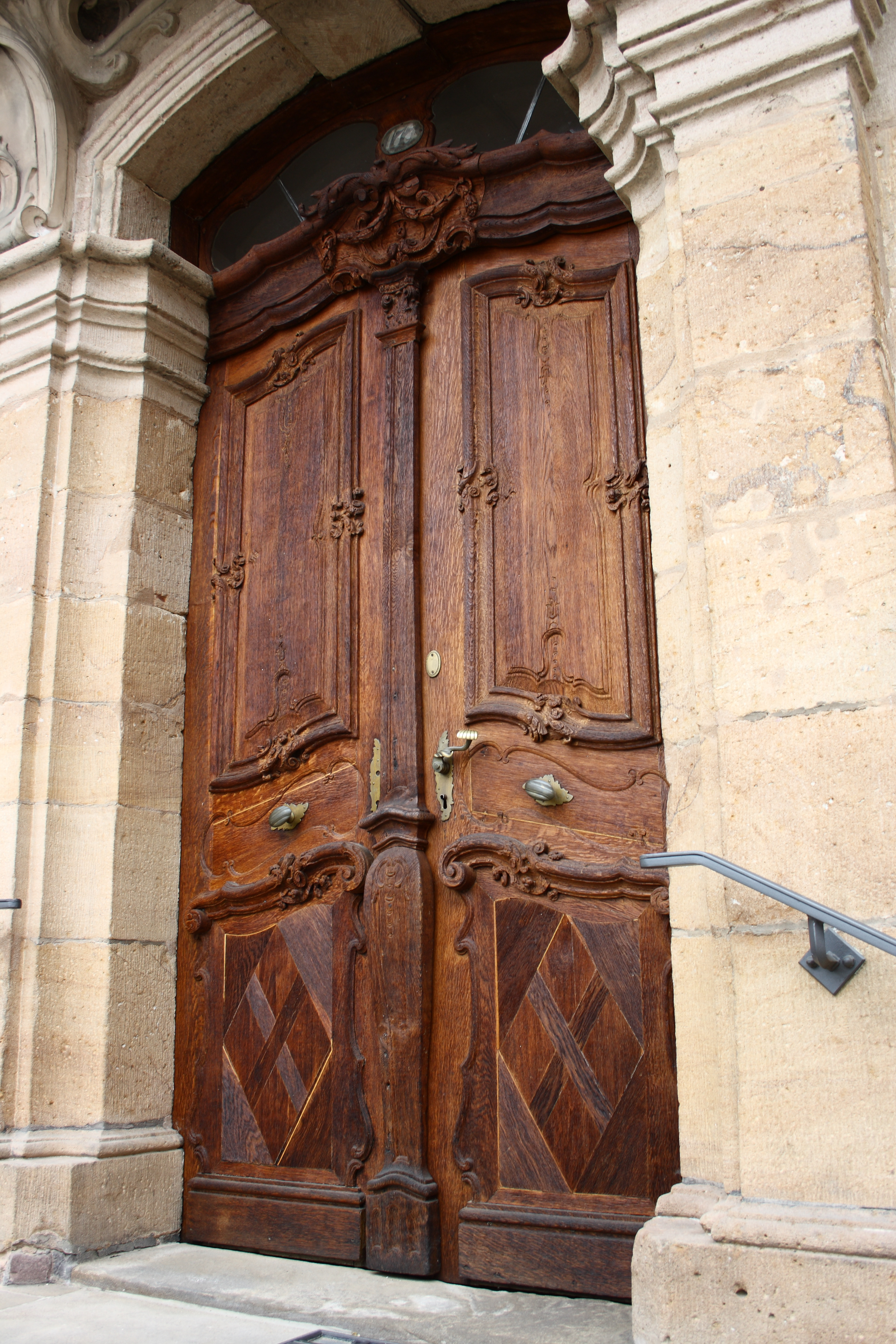
Die barocke Eingangstür
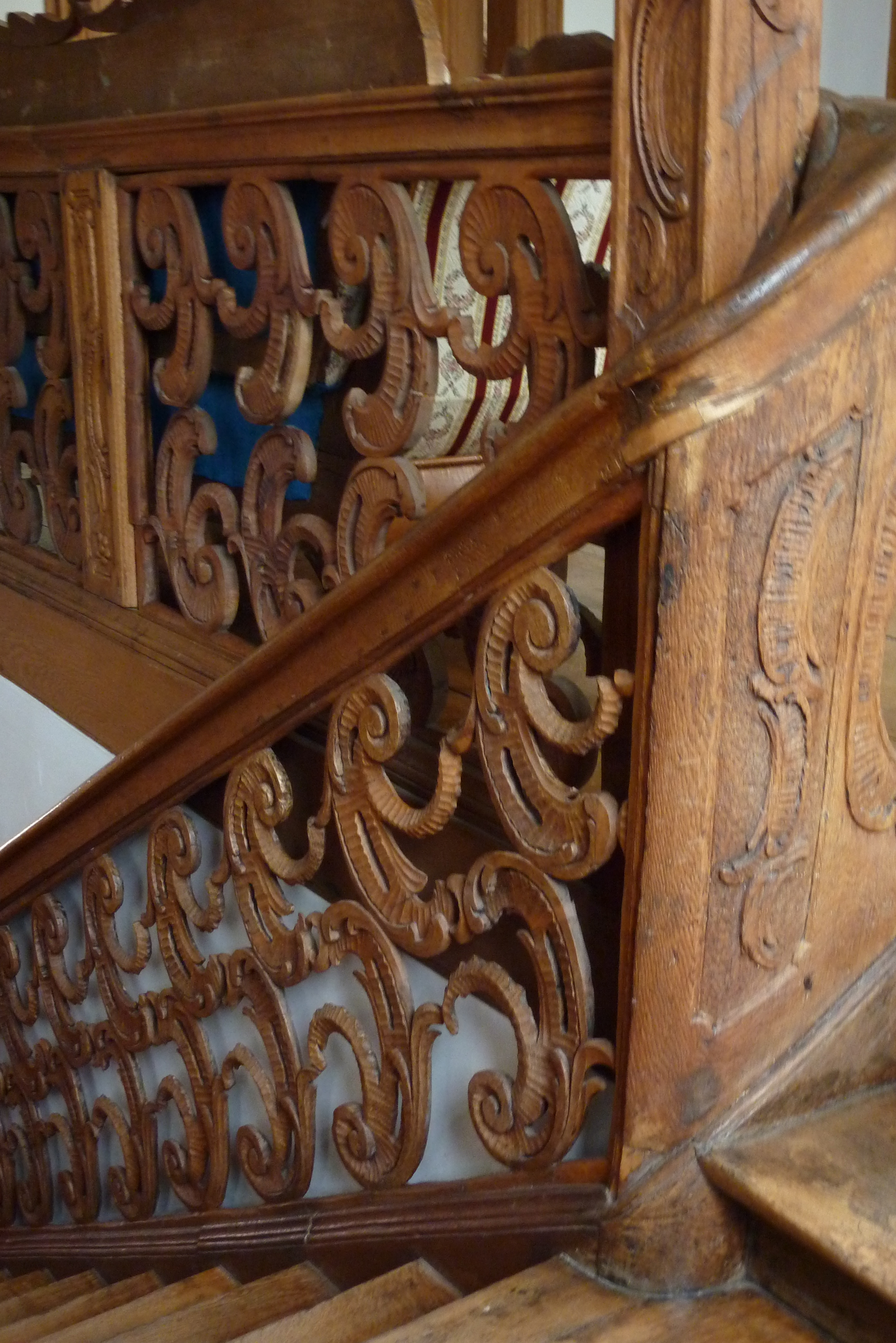
Treppengestaltung
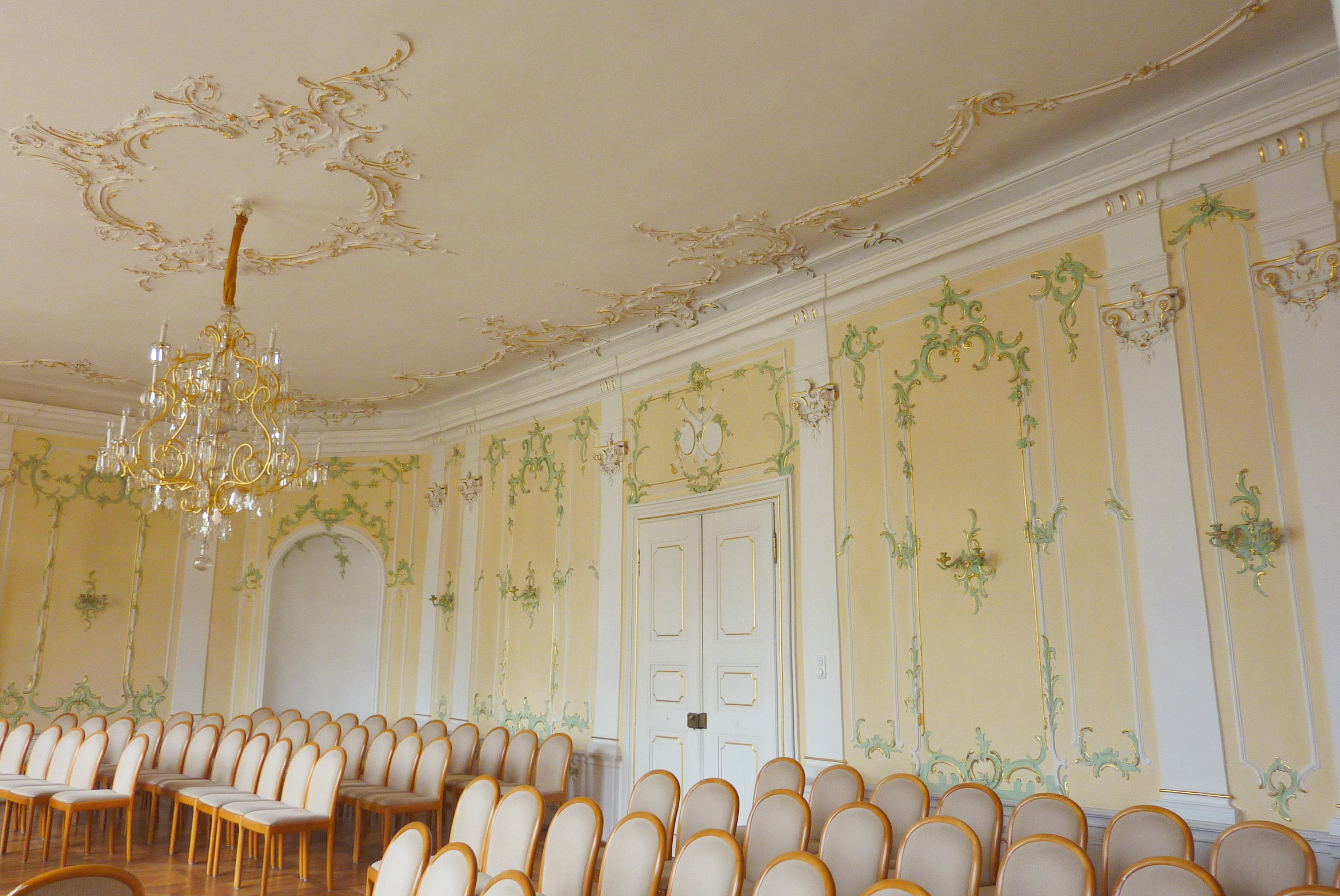
Rokokobemalung im Saal